# Eumannia fatimaria
Eumannia fatimaria är en fjärilsart som beskrevs av Bang-haas 1915. Eumannia fatimaria ingår i släktet Eumannia och familjen mätare. Inga underarter finns listade i Catalogue of Life.